# گاناپات
گاناپات (به هندی: Ganapath) یا گاناپات: قهرمانی متولد می‌شود (به انگلیسی: Ganapath: A Hero is Born) یک فیلم اکشن و علمی تخیلی هندی در سبکآخرالزمانی و پسا-آخرالزمانی محصول سال ۲۰۲۳ به کارگردانی و نویسندگی ویکاس باهل است. در این فیلم بازیگرانی همچون تایگر شروف، آمیتاب باچان، کریتی سانون، الی آورام، جامل خان، گیریش کولکارنی، شروتی منون و زیاد بکری ایفای نقش کرده‌اند.
این فیلم در نوامبر ۲۰۲۰ معرفی شد و یک مرحله پیش تولید طولانی و سنگین را پشت سر گذاشت. فیلمبرداری اصلی در نوامبر ۲۰۲۱ آغاز شد و در فوریه ۲۰۲۳ با فیلمبرداری در بریتانیا، لاداخ و بمبئی به پایان رسید. گزارش شده است که این فیلم دارای بودجه ۲۰۰ کرور روپیه است. این فیلم در ۲۰ اکتبر ۲۰۲۳ در سینما اکران شد و به اتفاق آرا نظرات منفی منتقدان را دریافت کرد و پس از بازیابی تنها شش درصد از بودجه تولید خود، را در گیشه بدست آورد و یک بمب گیشه تلقی شد.

## خلاصه داستان
در سال ۲۰۷۰ میلادی، قهرمانی به نام گاناپات (با بازی تایگر شروف) ماموریتی را آغاز می‌کند تا به یک امپراطوری قدرتمند که با ظلم و ستم به مردم شهر حکومت می‌کند، پایان دهد. گاناپات به زودی به نماد امید برای ستمدیدگان تبدیل می‌شود و…